# Историческая школа права
Историческая школа права — течение в юриспруденции первой половины XIX века. Зародилось и получило наибольшую известность в Германии.

## Основные положения
Историческая школа права возникла в результате научного спора между профессорами Тибо из Гейдельберга и Савиньи из Берлина. Суть спора сводилась к вопросу о целесообразности принятия в германских землях единого гражданского кодекса. Именно с такой идеей и выступил профессор из Гейдельберга Тибо. Учитывая близость Гейдельберга к Франции, где к тому времени уже действовал Кодекс Наполеона, идея Тибо является понятной. Против идеи Тибо, выступил резко отрицательно профессор Савиньи, раскритиковавший саму идею кодификации, которая является чуждой по своей сути, так как, по мнению Савиньи право образуется лишь на протяжении длительного исторического отрезка времени, путём передачи от поколения к поколению, посредством не материальной, а духовной составляющей, так называемой духовности или народного духа Volksgeist. Спор между Тибо и Савиньи, называющийся в немецкой юридической литературе кодификационным спором Kodifikationsstreit и был той отправной точкой, которая выкристаллизировала и окончательно оформила такой феномен как историческая школа права.
Основателем исторической школы права считается Савиньи, а предвестником данного научного направления является профессор Густав Гуго, первым высказавшим идею именно об историческом констинуитете права как достоянии того или иного народа, живущего на определённой территории.
Густав Гуго был одним из первых юристов, бросивших вызов теории естественного права, доминировавшей тогда в Европе уже на протяжении ряда столетий (с начала XVI века, после угасания школы комментаторов или постглоссаторов).
В юридической идеологии и методологии историческая школа права явилась решающим шагом (мостом) для появления юридического позитивизма и перехода к нему в начале XX века.
Представители исторической школы права исходили из консервативного исторического понимания права. Их идеи были своеобразным противопоставлением концепции естественного права, являвшейся идеологическим оружием революционной буржуазии.
Историческая школа права выступала в защиту феодальных порядков, против преобразования существующих отношений с помощью нового законодательства, объясняя это тем, что право должно складываться исторически.
Важнейшим источником права был объявлен обычай, кодификация законов отвергалась, а само право представлялось как система постепенного формирования «народного духа». Развитие права сравнивалось с развитием языка или некоторыми видами игр (такими как шахматы или карты, так как их правила формировались постепенно, по мере необходимости разрешить ту или иную ситуацию).
Ключевое понятие школы — «Народный дух» — это особенности правосознания нации. Главный фактор, влияющий на него — исторические условия, в которых народ возникает и формируется. «Народный дух» дан изначально и не способен к саморазвитию.

## Основные представители
- Густав Гуго (1764—1844)
- Фридрих Карл Савиньи (1779—1861)
- Ф. Ю. Штоль (1802—1855)
- Георг Фридрих Пухта (1798—1846)
- Карл Фридрих Эйхгорн (1781—1854)
- Эдуард Фейн (1813–1858)

## Развитие исторической школы права
Основателем исторической школы права был профессор права в Гёттингене Густав Гуго (1764—1844 годы). В книге «Учебник естественного права, или философия положительного права» Гуго оспаривает основные положения теории естественного права. Концепцию общественного договора он отвергает по ряду оснований:
- Таких договоров никогда не было — все государства и учреждения возникали и изменялись другими путями.
- Общественный договор практически невозможен — миллионы незнакомых людей не могут вступить в соглашение и договориться о вечном подчинении учреждениям, о которых они судить ещё не могут, а также о повиновении ещё не известным людям.
- Концепция общественного договора вредна — никакая власть не будет прочной, если обязанность повиновения зависит от исследования её исторического происхождения из договора.
- Власть и право возникали по-разному. Никакая их разновидность не соответствует полностью разуму, они признаются не безусловно, а только временно правомерными, однако то, что признано или признавалось множеством людей, не может быть совершенно неразумно.
- Право возникает из потребности решения споров.

В статье «Являются ли законы единственными источниками юридических истин» Гуго сравнивает право с языком и нравами, которые развиваются сами по себе, без договоров и предписаний, от случая к случаю, потому что другие говорят или делают так, и к обстоятельствам подходит именно это слово, правило. Право развивается как правила игры (шахматы, бильярд, карты), где на практике часто встречаются ситуации, не предусмотренные поначалу установленными правилами. В процессе игр возникают и постепенно получают общее признание определённые способы решения этих ситуаций. Кто их автор? Все — и никто. То же и право: оно складывается из обычаев, возникших и получивших признание в среде народа. Обычаи имеют то преимущество перед законом, что они общеизвестны и привычны. Множество законов и договоров никогда не выполняется. Сколько раз в Гёттингене власть переименовывала улицы — но все их привычно называли и называют по-старому. Исторически сложившийся обычай и есть подлинный источник права.
Историческая школа права получает известность после опубликования в 1814 году брошюры Ф. К. Савиньи «О призвании нашего времени к законодательству и правоведению».
Она была ответом на знаменитое эссе Антона Фридриха Юстуса Тибо о необходимости создания общегерманского гражданского кодекса («Über die Nothwendigkeit eines allgemeinen bürgerlichen Rechts für Deutschland»).
В своей работе Савиньи писал о несвоевременности кодификации права в Германии. Именно он сформулировал понятие «Народный дух».
Савиньи выделяет возрасты «Народного духа»:
1. Младенчество. На этом этапе право только формируется. На этом этапе у человека ещё не существует представления об абстрактной норме и восприятие права носит характер веры. Савиньи верит в необходимость правовых ограничений, именно поэтому у первобытных народов возникает представление о юридических действиях, которые символизируют начало или прекращение правоотношения. По мнению Савиньи, эти действия с помощью наглядности закрепляют существование права в определённой форме (обычай). Правосознание здесь развито слабо, в человеке господствуют эмоции.
2. Юность. На этом этапе юристы выделяются в особую группу. Для развития права это время творческого порыва. Юристы действуют в союзе с народом, то есть корпоративное правосознание ещё не сложилось. Право создаётся разумным, целесообразным.
3. Зрелость. На этой стадии усложняется политическая и экономическая жизнь, развитие культуры, и всё это приводит к усложнению права. Возникает необходимость профессиональной квалификации. Окончательно складывается правовая наука и правовая система приобретает завершённость. Право становится более искусственным, оно не утрачивает связь с народной жизнью. Юристы превращаются в особую замкнутую касту.
4. Старость. Творческие порывы народа угасают, в праве господствует закон, не создаётся уже ничего нового. Право живёт за счёт старых норм. Народный дух умирает и на его месте возникает новый народ с новой правовой системой. Преемственности между разными народами быть не может.

С 1815 года начал издаваться журнал «Zeitschrift für geschichtliche Rechtswissenschaft», также способствовавший популяризации идей исторической школы права. Последователями Савиньи были Георг Фридрих Пухта, К. Ф. Эйхгорн и др.
В учении Пухты (1798—1846) уже весьма сильно влияние современных ему философских учений Шеллинга, сказавшееся на выработке понятия о народном духе как источнике права. Пухта объектирует, олицетворяет это понятие. Он видит в нём какую-то силу, действующую в организме народной жизни и существующую независимо от сознания отдельных членов народов. Народный дух, подобно душе в организме, всё производит из себя в народной жизни, в том числе и право, так что отдельные личности не имеют никакого активного участия в образовании; не их сознанием обусловливается то или другое развитие права, a свойствами народного духа. Поэтому, если Савиньи говорит ещё об образовании права как об общем деле, y Пухты идёт речь, напротив, о естественном саморазвитии права. Право развивается, по этому учению, из народного духа, как растение из зерна, причём наперёд предопределена его форма и ход развития. Отдельные личности являются только пассивными носителями не ими создаваемого права.
На протяжении всего исторического времени своего существования, а это XIX и начало XX века, историческая школа права не была однородной.
Уже почти сразу после становления данной научной школы, с начала 30 годов XIX века, внутри исторической школы окончательно оформились две ветви: ветвь романистов и ветвь германистов. У истоков романистов стояли идеи Густава Гуго и Савиньи и были продолжены и развиты такими представителями Исторической школы как Пухта, Дернбург, Барон, Вангеров, Гольдшмидт и Бернхард Виндшейд.
У истоков германистов были идеи сначала Эйхгорна, а затем братьев Гримм (особенно Якоба Гримма), продолженные затем Рудольфом Зомом, Отто фон Гирке, Безелером, Отто Бэром.
Важнейшим отличием этих двух направлений являлся методологический подход. Для романистов важнейшими источниками и объектами изучения являлись прежде всего Юстиниановы Дигесты, а также другие римские правовые источники, в то время как для германистов главными источниками являлись собрания народного, то есть германского права, прежде всего из эпохи варварских правд, но главное связанных не с римским правом, а с правом именно германских народов, т. н. Volksrecht.
В середине XIX века у представителей направления романистов появляется такое направление, как пандектистика. Представители именно этого направления, т. н. школы поздней пандектистики, и создали Германский гражданский кодекс, или Германское гражданское уложение (прежде всего Виндшейд), при этом, правда, достигнув компромисса с германистами, внёсшими свои многочисленные поправки. (Подробнее см. статью Германское гражданское уложение).
Особняком в исторической школе права стоит личность Рудольфа Иеринга. Он обогатил научную доктрину такими понятиями как юриспруденция понятий, юриспруденция интересов и стоял у истоков такого направления, как социология права, или юридическая социология.

## Критика исторической школы права
Критикуя историческую школу права за апологетику феодальных порядков и консерватизм, К. Маркс в статье «К критике гегелевской философии права. Введение» писал, что это: 

«школа, которая подлость сегодняшнего дня оправдывает подлостью вчерашнего, которая объявляет мятежным всякий крик крепостных против кнута, если только этот кнут — старый, унаследованный, исторический…»— 
Учение исторической школы противоречит исторической действительности. Утверждая, что право развивается внутренними силами, мирным путём, историческая школа обошла два исторических явления в процессе образования права: внешнее влияние и внутреннюю борьбу. Народный дух, этот неиссякаемый источник правообразования, не имеет в себе ничего исторически реального. Учение исторической школы с течением времени встречало всё более решительную критику. Самым решительным критиком исторической школы следует признать немецкого юриста Рудольфа Иеринга, несмотря даже на то, что он был воспитан в духе школы.

В современный период данную теорию общественного детерминизма рассматривают как излишнюю крайность. Вместо неопределённого понятия духа, как творческого фактора общественной жизни, современная наука выставляет более наглядные и определённые исторические силы— А. С. Пиголкин
Ряд положений исторической школы права, в особенности её учение о первенстве обычая перед законом, оказали влияние на формирование социалистического направления в буржуазной юриспруденции. Реакционно-националистические взгляды её представителей были широко использованы немецкими фашистами.

## Значение исторической школы права
Историческая школа поставила вопрос о возможности преемственности современного права и права предшествующих эпох. Юристы в практике эту преемственность должны учитывать. Под влиянием исторической школы юристы перестали воспринимать естественное право как универсальный образец. Под влиянием исторической школы многие юристы стали склоняться к историческим взглядам. Они не торопились перерабатывать систему в духе естественно-правовых ценностей.
Российская кодификация как раз шла под влиянием исторической школы права. Так, Николай I отказался от нового кодекса в пользу систематизации уже сложившегося законодательства.
Под влиянием исторической школы у юристов появился интерес к изучению старого права. В результате стало складываться правоведение как отдельная наука. Это закономерное развитие согласовывалось с теорией самой исторической школы. Каждый этап народного духа связан с предшествующим, поэтому формирование права является органическим процессом, через изучение которого можно понять особенности народного правосознания.
Именно историческая школа права явилась отправной точкой, давшей импульс для развития российской правовой культуры. Благодаря деятельности Сперанского и его договорённости с Савиньи, русские студенты стали ездить в Берлин и слушать лекции у германских профессоров, представителей исторической школы права, а затем, возвращаясь в Россию, бывшие студенты «сеяли семена» идей исторической школы права и в «русскую почву». Русская юридическая наука дореволюционного периода имела своим отправным пунктом как в методологии, так и в идеологии именно немецкую историческую школу права. Ярким примером тому служит русская школа цивилистов, по сути полностью повторявшая идеи немецких цивилистов, только переведённые на русский язык.
Именно немецкая историческая школа и дала русской юридической науке тот импульс, который вывел русскую юридическую науку в одну из ведущих в мире в дореволюционное время (подробней смотрите статью Юридическое столетие).